# تيدي روبن
تيدي روبن (بالصينية: 泰迪羅賓) هو مغني وملحن ومخرج وممثل صيني، ولد في 2 مارس 1945 بغويلين في الصين.

## وصلات خارجية
- تيدي روبن على موقع IMDb (الإنجليزية)
- تيدي روبن على موقع ميوزك برينز (الإنجليزية)
- تيدي روبن على موقع أول موفي (الإنجليزية)
- تيدي روبن على موقع أول ميوزيك (الإنجليزية)
- تيدي روبن على موقع ديسكوغز (الإنجليزية)
- تيدي روبن على موقع قاعدة بيانات الفيلم (الإنجليزية)
- تيدي روبن على موقع كينوبويسك (الروسية)